# 조일로 알몬테
조일로 마누엘 알몬테(Zoilo Manuel Almonte, 1989년 6월 10일 ~ )는 도미니카 공화국의 야구 선수이자, 현 술탄네스 데 몬테레이의 외야수이다.

## 미국 프로야구 시절
2013년에 뉴욕 양키스에 입단하였다.

## 멕시코 프로야구 시절
2016년에 페리코스 데 푸에블라에 입단하였다.

## 일본 프로야구 시절
2018년에 주니치 드래건스에 입단하였다.

## 한국 프로야구 시절

### kt 위즈시절
2021년에 멜 로하스 주니어를 대체할 야수로 영입되었다. 오래 전부터 있었던 하체 부상으로 좋은 플레이를 보여주지 못했다. 수비에서도 약점을 보이고, 타격도 기대에 미치지 못했으며 아킬레스건 부상까지 발생해 1군에서 말소됐다. 2021년 6월 26일에 방출됐다. 그의 대체 용병으로는 제러드 호잉이 영입되었다.

## 멕시코 프로야구 복귀
2022년에 술탄네스 데 몬테레이에 복귀하였다.